# Памятник Наташе Аргентовской
Па́мятник Ната́ше Аргенто́вской — памятник участнице революционной борьбы в городе Кургане Н. В. Аргентовской (1900—1919). Объект культурного наследия регионального значения (№ 092).

## Расположение
Памятник находится на Троицкой площади — древнейшей в городе Кургане.

## История
Наталья Васильевна Аргентовская (1900—12 августа 1919) — участница революционной борьбы в Кургане, сестра одного из «десяти расстрелянных курганских комиссаров» Лавра Васильевича Аргентовского. В период оккупации Кургана войсками Чехословацкого корпуса Наталья начала сотрудничать с большевиками-подпольщиками, выполняла их задания. После расстрела брата была арестована. На допросах подверглась пыткам, в ночь перед освобождением города Красной Армией она умерла (забита насмерть). Похоронена на бывшей Александровской площади (ныне западная часть Городского сада имени В. И. Ленина).
25 мая 1957 года взорвали Троицкий собор. На месте уничтоженного храма разбили сквер Декабристов. В центре сквера решили установить памятник Наташе Аргентовской. Открытие памятника состоялось в июле 1961. Автор памятника — скульптор Анатолий Иванович Козырев (1918—1980).
В 2013 году ООО «Антураж» провело реконструкцию памятника. Цена контракта, определённая почти в 2,5 млн рублей, в ходе торгов была снижена до 2,35 млн рублей.

## Описание
Памятник представляет собой скульптуру революционерки-комсомолки во весь рост с пачкой прокламаций в поднятой правой руке. Скульптура находится на высоком постаменте, на котором надпись «Наташа Аргентовская, юная революционерка, погибшая в 1919 году за восстановление Советской власти в городе Кургане».
В 1962 году был выпущен почтовый конверт СССР, с изображением памятника.